# Sklápěcí železniční most ve Skansenu

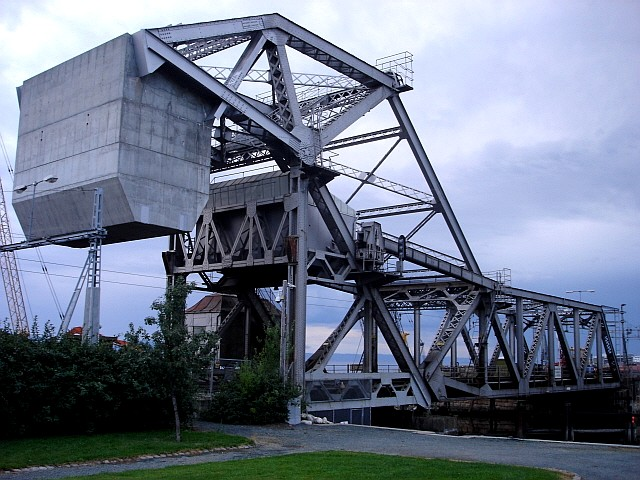
Zvedací most, pohled na závaží

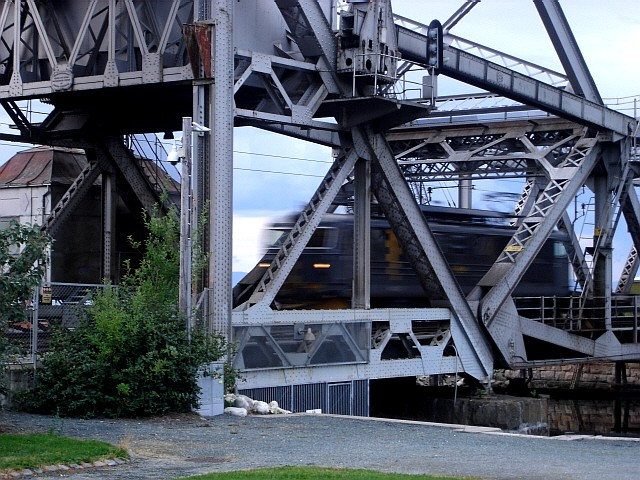
Zvedací most, detail otočného čepu a průjezd stroje na mostě, patrná je i nízká výška trolejového vedení

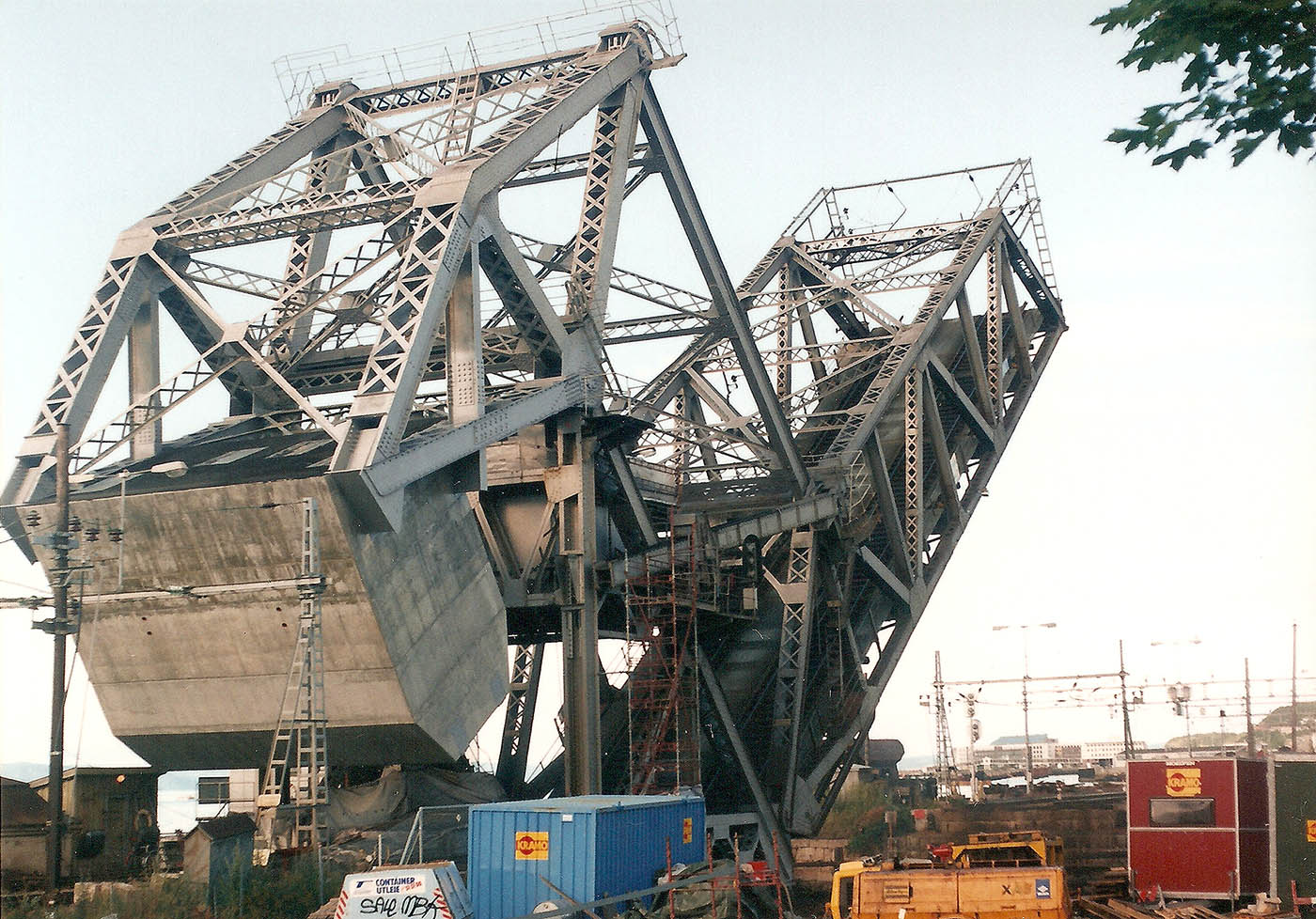
Most ve zdvižené poloze. Zaujme především pevně (neotočně) připojené mohutné betonové závaží a trolejové vedení prověšené při zdvižení natolik, že leží na kolejích - na snímku lze spíš jen tušit - je to nenápadná linie procházející přes světlou skvrnu na dřevěné boudě pod závažím

Skansenský železniční most je sklápěcí (zvedací) železniční most ve Skansenu, části města Trondheim v Norsku, v sousedství železniční stanice Skansen, asi kilometr od trondheimského hlavního nádraží, přes vodní kanál.

## Historie
Most byl otevřen 22. března 1918 a navrhl jej konstruktér Joseph Baermann Strauss, projektant mostu Golden Gate v San Franciscu. Most propojil Dovreskou dráhu z Osla s trondheimským hlavním nádražím. V téže době, kdy byl budován most, byla Dovreská dráha přebudována z úzkého rozchodu (1067 mm) na normální (1435 mm).
Stavba mostu v tomto místě byla dána nutností napojení železnice na přístav v době, kdy již existovala městská zástavba a bylo rozhodnuto vést trať po okraji města. Protože norský průmysl a doprava jsou úzce vázány na lodní dopravu, bylo v době výstavby mostu rozhodnuto o realizaci zvedacího mostu, který by umožnil zachování splavnosti lodního kanálu.

## Mechanismus funkce mostu
Most je realizován jako jednoramenný, to znamená, že se zvedá kolem osy umístěné na jednom z krajních pilířů. Ocelová konstrukce je řešena jako příhradová s nadstavbou pro mechaniku zvedání. Protizávaží vyvažuje most tak, aby k jeho zvednutí nebylo potřeba velkého výkonu (energie), ale aby most vlastní hmotností bezpečně dosedl do polohy pro průjezd vlaků. V případě potřeby uvolnění lodní cesty se zvýší hmotnost vyvažovacího závaží (např. dočerpáním vody), tím se změní rovnováha poměru hmotnosti a most se zvedne (závaží klesne). (Jinou možností řešení sklápěcího mostu je, že by se místo změny hmotnosti závaží použil mechanismus, který změní poměr sil na mostě, například ozubené kolo zapadající do ozubeného hřebene.) Po proplutí lodi se voda ze závaží vypustí a most vlastní vahou klesne zpět. Množství doplňované a odpouštěné vody (pro změnu hmotnosti závaží) je třeba regulovat, aby nedocházelo k nárazům v koncových (krajních) polohách.
Kolem roku 2007 nebyl již most provozován ve smyslu zdvihání z toho důvodu, že plavební kanál nevyhovuje rozměrům současných lodí a jejich ponoru a zvedání mostu je zbytečné. Vzhledem k elektrické trakci by i každé zvedání mostu představovalo komplikace s uvolňováním a napínáním trolejového vedení (viz obrázek mostu ve zvednuté poloze)[zdroj?]. Vzhledem k tomu, že se jedná o technickou památku, nebyl most demontován a slouží železniční dopravě i nadále. Vlaky mají na mostě předepsanou sníženou rychlost. Protože se most nachází těsně u železniční zastávky, kde většina vlaků zastavuje, nemá omezení rychlosti velký vliv na traťový provoz. Elektrická trakční vozidla nemusí stahovat sběrače proudu z troleje, výška trolejového vedení je snížena na nejnižší možnou výšku.

## Výrobní tabulka na mostě
JEHNKONSTRUKTIONEN

DEVENT 1917 EFTER

STATSEANERNES TECHNING

A7

VULKAN KRISTIANIA